# Mao Kobayashi
Mao Kobayashi (født 13. juli 1999) er en japansk fodboldspiller.
Han har spillet for flere forskellige klubber i sin karriere, herunder FC Tokyo.